# شهرستان گیساگارا
شهرستان گیساگارا (به لاتین: Gisagara District) یک منطقهٔ مسکونی در رواندا است که در استان جنوبی (روآندا) واقع شده‌است. شهرستان گیساگارا ۶۸۰ کیلومتر مربع مساحت و ۳۲۲٬۵۰۶ نفر جمعیت دارد.